# 小行星2713
小行星2713（2713 Luxembourg）是一颗围绕太阳公转的小行星。1938年2月19日，歐仁·約瑟夫·德爾波特在于克勒发现了此天体。
該小行星以西歐國家盧森堡命名。
这颗小行星的绝对星等为292.65521等。